# بايبر بيه إيه-31 نافاجو
بايبر بيه إيه-31 نافاجو (بالإنجليزية: Piper PA-31 Navajo) هي طائرة منافع، للشركات ونقل الركاب، بمحركين، وبسعة من ستة إلى ثمانية مقاعد. أنتجت في 1967 بالولايات المتحدة. من صناعة بايبر للطائرات. كان أول طيران لها في 30 سبتمبر 1964. دخلت الخدمة في 30 مارس 1967، ومازالت في الخدمة حتى الآن. صنع منها 3942 طائرة.